# Jay Herdman
Jay Joshua Herdman (* 14. August 2004 in Invercargill) ist ein neuseeländisch-kanadischer Fußballspieler.

## Karriere

### Verein
In Neuseeland geboren, zog er mit seiner Familie im Alter von acht Jahren nach Kanada, wo sein Vater John Herdman gerade Trainer der kanadischen Frauen-Nationalmannschaft wurde. Nach seiner Zeit beim Surrey United SC ging er im August 2017 in die Akademie der Vancouver Whitecaps über. Zur Saison 2022 stieg er in den Kader der zweiten Mannschaft auf und bestreitet dort seitdem Einsätze in der MLS Next Pro. Sein Debüt im MLS-Team gab er am 21. April 2024, als er bei einem 2:0-Sieg über die Seattle Sounders in der 81. Minute für Ryan Gauld eingewechselt wurde.

### Nationalmannschaft
Durch seine Eltern war er für Neuseeland und England spielberechtigt, sowie auch für Kanada, durch seine lange Zeit in dem Land. In der U19 spielte er für Neuseeland und nahm mit dieser an der Ozeanienmeisterschaft 2022 teil. Dort erzielte er drei Treffer und gab zwei Vorlagen für seine Mannschaft, mit der er am Ende den Titel gewann. Zur U20 wechselte er einmal nach Kanada, wo er im April 2022 zwei Partien spielte. Währenddessen ging er jedoch in der gleichen Altersklasse zurück zum neuseeländischen Verband, mit der er nach einigen Freundschaftsspielen auch an der Weltmeisterschaft 2023 teilnahm, bei welcher er es mit seinem Team bis ins Achtelfinale schaffte. Kurz nach seinem Debüt mit der U20 bestritt er zudem auch mit der U23 ein paar Freundschaftsspiele.
Anschließend wurde er für den Olympiakader nominiert, bei welchem er für sein Team beim 2:1-Auftaktsieg über Guinea in der Startelf stand.

## Privates
Sein Vater ist der englische Fußballtrainer John Herdman.